# 文德爾時期

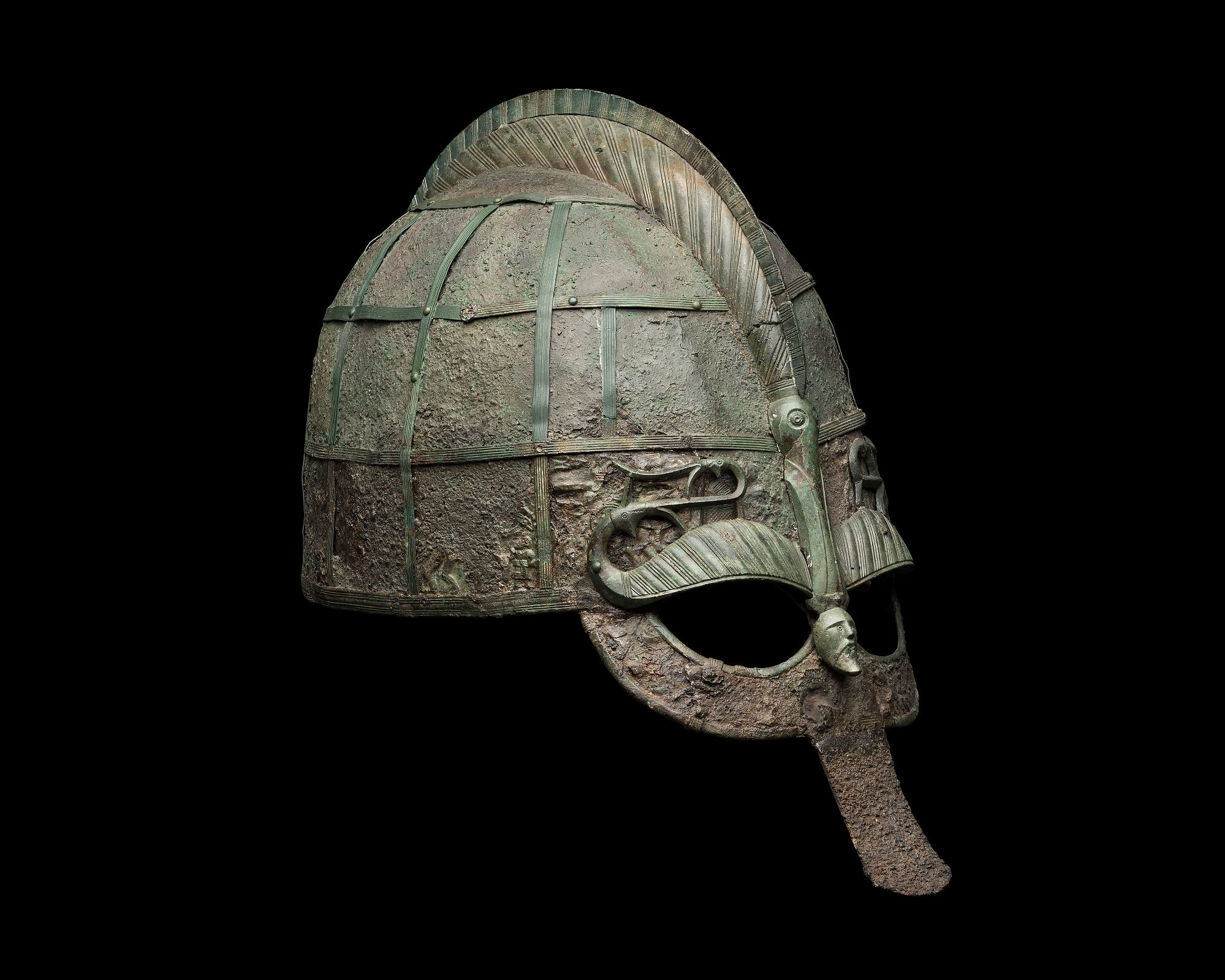
瑞典歷史博物館的文德爾一號頭盔（Vendel-I helmet）

文德爾時期（Vendel Period）大約介於西元540-790年，是瑞典史前時代的一段時期，介於移民時期與維京時期之間。文德爾是取自於瑞典烏普蘭的文德爾教堂，考古學家在那裏發現了大量的船墓。文德爾時期出土的貴金屬不多，也沒有出土多少盧恩文字，然而之前的移民時期與之後的維京時期都出土了大量的貴金屬與盧恩文字。文德爾時期出土了大量上面畫有動物圖像的銅合金。文德爾時期也出土了不少小金人（guldgubbar），也就是以壓製的方法在上面印上圖像的小金片，文德爾時期也出土了裝飾用的華麗頭盔，英國薩頓胡發現的那頂華麗頭盔便是從這裡帶過去的。

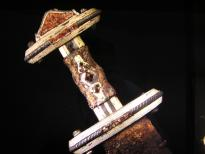
瓦爾斯加德出土的文德爾長劍

在文德爾時期，新弗薩克文（Younger Futhark）取代了古弗薩克文（Elder Futhark），幾乎同時改變了整個斯堪地那維亞半島。文德爾時期也出土了一些盧恩石刻，較有名的包括位於沃克（Rök）和斯巴羅薩（Sparlösa）的石刻，這兩地區的時刻皆出自於大約西元800年。
關於文德爾時期的文字記錄數量稀少且難以辨認，例如一些冰島薩迦、貝奧武夫，和一些來自歐洲南部的記載，早期瑞典歷史學家試圖透過這些文獻建立對應的歷史，但是成效不佳，後來文德爾時期的主要研究者都是考古學家。
瑞典人在文德爾時期開始探索水路，探索的地區包含現今的俄羅斯、烏克蘭，與白俄羅斯。

## 背景
歐洲中部的移民事件逐漸減少，局勢也慢慢安定下來，東歐出現了墨洛溫王朝，巴爾幹半島則出現了斯拉夫諸侯國（Slavic princedoms），天主教教會也在此時慢慢往外擴張。
烏普蘭位於現今的瑞典中部，烏普蘭以前可能是宗教與政治的中心，以聖樹與皇塚聞名。斯堪地那維亞人與中歐頻繁來往，出口鐵礦、毛皮，和奴隸，進口藝術與科技，馬鐙便是由中歐傳入。

## 喪葬習俗
在很多地方都發現了大量的陪葬品，包括出土於文德爾地區和瓦爾斯加德的船墓，以及出土於老烏普薩拉（Gamla Uppsala）的墳塚。
當時可能有統治者掌控了礦區，其下的戰士身穿昂貴的盔甲，還有馬可以騎乘，學者在這些戰士的墳墓中發現了馬鐙、馬鞍，還有猛禽外形的飾品，以銅打造，表面鍍金，石榴石鑲嵌其上。
大量的陪葬品顯示出死者是皇室成員，或是地位極高，舉例來說，曾有一座墳塚中出土了羅馬人的象牙西洋棋、純金打造的鈕扣、三顆來自中東的珠寶，和以純金線織成的法蘭克人衣物。
文德爾時期的時候也盛行桌遊，出土了一些板棋，包含骰子和棋子。
薩頓胡頭盔與老烏普薩拉、文德爾，和瓦爾斯加德的頭盔相似，顯示出當時盎格魯撒克遜人與瑞典人有頻繁交流。

## 文字記載
西元六世紀的歌德學者約達尼斯曾記載了騎著馬的瑞典戰士，約達尼斯寫道瑞典人的馬品質僅次於圖林根人（Thuringians）。在這之後，薩迦中也出現了類似的場面，記載著阿迪斯王（king Adils）騎著馬迎戰阿里（Áli）和赫羅夫克拉基（Hrólf Kraki）。斯諾里·斯蒂德呂松也記載道阿迪斯王的馬是當時世界上最好的。史詩貝奧武夫中也出現了文德爾時期的瑞典人。

## 延伸閱讀
- 文德爾湖冰上戰鬥（英语：Battle on the Ice of Lake Vänern）
- 船墓（英语：Ship burial）
- 石船

## 其他來源
- Jesch, Judith (ed.) (2012). The Scandinavians from the Vendel Period to the Tenth Century: An Ethnographic Perspective, Boydell Press, 2012. ISBN 9781843837282

- Harrison, Dick. Sveriges historia: 600-1350. Norstedts. Stockholm: 2009. ISBN 9789113023779
- Hyenstrand, Åke. Lejonet, draken och korset. Sverige 500–1000 [The Lion, the Dragon, and the Cross. Sweden 500–1000]. Enskede: TBP, 2002.